# Batteria Seydlitz
La batteria Seydlitz è stata un'installazione militare sita sull'isola di Groix, realizzata durante il corso della seconda guerra mondiale dalla Kriegsmarine tedesca e utilizzata dopo la fine del conflitto anche dalla Marine nationale.

## Storia

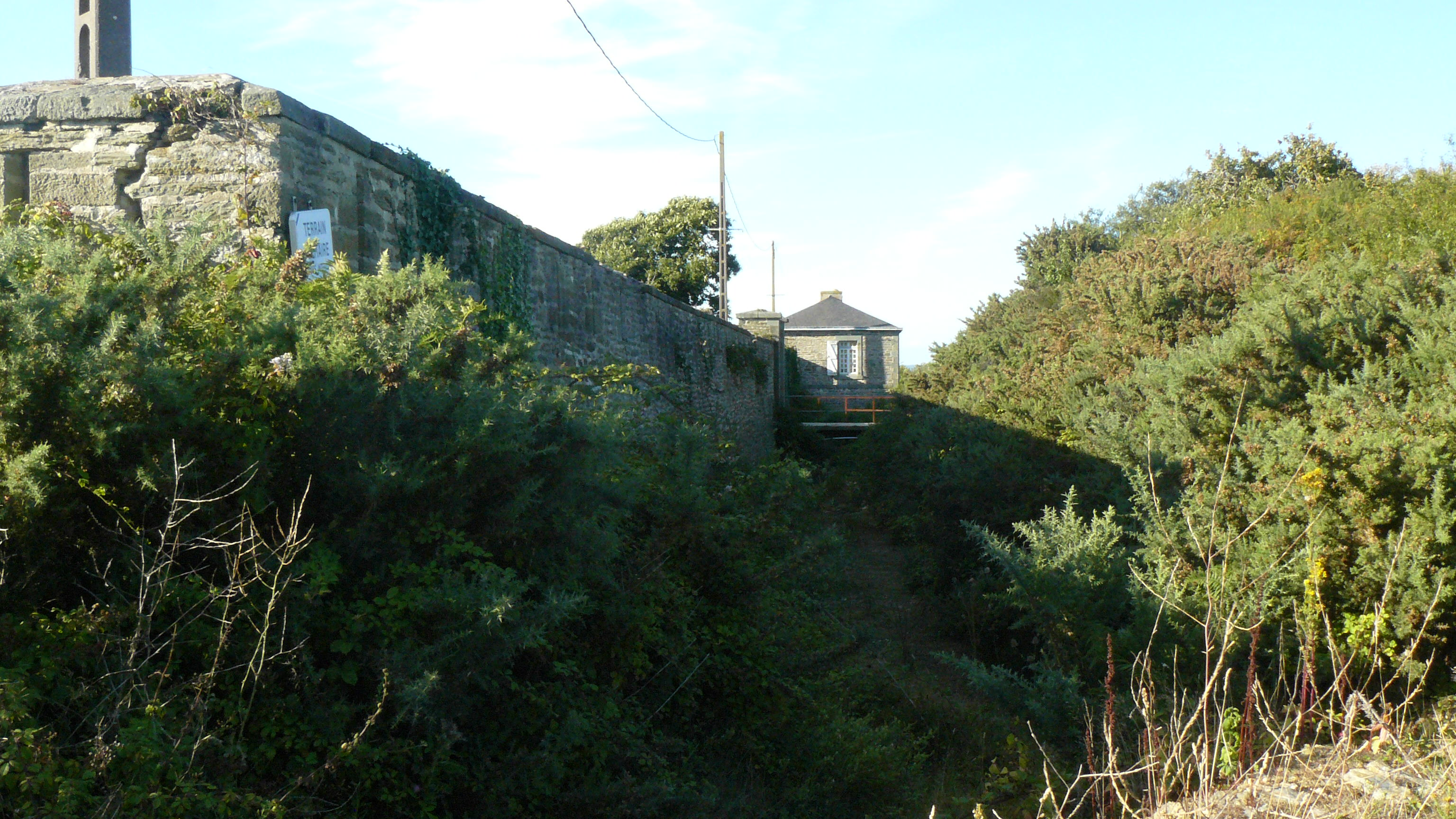
Particolare del Forte du Haut-Grognon, sull'isola di Groix, dove venne posizionata la Batteria Seydlitz.

Verso la fine del 1940 la Kriegsmarine decise di realizzare a Lorient una base di appoggio agli U-Boot operanti nell'Oceano Atlantico. Per proteggere questa nuova base fu deciso di fortificare l'isola di Groix, la cui gestione venne affidata interamente alla marina, che provvide ad installare moderni pezzi di artiglieria in appoggio a quelli esistenti, già appartenenti alla Marine nationale, in calibro 95 mm Modello 1888, 120 mm Modello 1878, e 240 mm Modello 1876 PC. Fu potenziata la componente contraerea installandovi pezzi in calibro 20, 37, 75, e 88 mm, e pezzi di artiglieria terrestre in calibro 37, 50 e 75 mm in funzione antisbarco e controcarro. Per questi vennero costruite postazioni moderne in cemento armato, mentre sulle spiagge furono poste mine e reticolati, postazioni protette per mortai e mitragliatrici, e nelle acque antistanti vennero realizzati campi minati. 
Nel tempo la marina tedesca fece arrivare moderni pezzi da 150/45, mentre la Wehrmacht forni pezzi di artiglieria campale da 105 mm, e vi inviò alcune compagnie di fanteria a rinforzarne il presidio.
Nel 1943, per migliorare le difese del Vallo Atlantico, non nel canale della Manica, ma nel golfo di Biscaglia, venne deciso di realizzare una seconda batterie costiere armata con due torri binate da 203/60 mm, che non erano mai state utilizzate sull'incrociatore pesante Seydlitz il cui allestimento era stato sospeso. La prima, denominata Batteria Karola (torri Anton e Bruno) era già in costruzione sull'île de Ré, mentre per la seconda (torri "Caesar" e "Dora") fu prevista l'installazione sull'isola di Groix.
La realizzazione della batteria, denominata Wn.GX 322 Grognon-Seydlitz (o 5./Marine Artillerie Abteilung 264), incominciò all'inizio del 1944, ma alla data dello sbarco in Normandia  degli Alleati non era stata completamente finita, anche se venne dichiarata operativa. Le due torri erano installate su una base di cemento armato di 41 m di lunghezza, 19 m di larghezza e 14 m di altezza, disposti su 2 piani. I pezzi avevano un'elevazione di -10/+37° e sparavano un proiettile da 122 kg alla distanza di 37 000 m.
Oltre alle due torri vi erano un bunker comando per la direzione del tiro, postazioni per la difesa ravvicinata, ricoveri per il personale e per le truppe di guardia, depositi munizioni, e postazioni per le armi antiaeree da 20 mm. Le due torri da 203 mm erano asservite ad un radar di scoperta navale FuMO 214 Würzburg See Riese posizionato nei pressi del Forte di Surville.
Nell'agosto del 1944 la città di Lorient venne circondata dagli alleati e posta sotto assedio. Essendo stata pesantemente fortificata, e presidiata da almeno 20 000 soldati, non fu mai conquistata, perché dopo le pesanti perdite subite dagli Alleati nella battaglia di Brest essi preferirono tenerla sotto assedio fino alla fine della seconda guerra mondiale. I cannoni da 203 mm della batteria contribuirono alla difesa della Fortezza (Festung) di Lorient, potendo colpire con la loro gittata di 37.000 m la parte continentale attorno alla città. La guarnigione della Lorient si arrese formalmente il 9 maggio 1945, mentre quella di Groix l'indomani. La Marine nationale prese successivamente possesso della batteria, mantenendola in servizio fino agli anni cinquanta inoltrati del XX secolo. In seguito le due torrette vennero smantellate.

### Annotazioni
1. ↑  Si trattava di cannoni Vickers appartenenti al British Expeditionary Force catturati a al termine della battaglia di Francia.
2. ↑  La guarnigione presente sull'isola a quella data era solo parzialmente tedesca, in quanto vi erano anche 500 tra russi, ucraini, polacchi, cechi e slovacchi.

### Fonti
1. 1 2  Poggiali 2018, p. 40.
2. 1 2  Poggiali 2018, p. 41.
3. 1 2  Poggiali 2018, p. 42.
4. ↑  Poggiali 2018, p. 43.
5. ↑  Lepage 2017, p. 126.
6. 1 2 3  Battlefields ww2.
7. 1 2  Poggiali 2018, p. 44.
8. 1 2  François del Boca.
9. 1 2 3 4 5 6  Poggiali 2018, p. 45.